# Diego Andrés Bermúdez
Diego Andrés Bermúdez (født 19. juni 1982 i As Pontes de García Rodríguez, A Coruña, Galicia) er en spansk fodboldspiller, der spiller som forsvarer.